# Porto Alegre Challenger
Il Porto Alegre Challenger è stato un torneo professionistico di tennis giocato su campi in terra rossa. Faceva parte dell'ATP Challenger Series. Si giocava annualmente a Porto Alegre in Brasile.

## Albo d'oro

### Singolare
| Anno       | Campione        | Finalista         | Punteggio          |
| ---------- | --------------- | ----------------- | ------------------ |
| 1979       | Belus Prajoux   | Fernando Maynetto | 6–2, 6–4           |
| 1980       | Thomaz Koch     | Carlos Kirmayr    | 6–7, 6–2, 7–6, 7–5 |
| 1981       | Carlos Kirmayr  | Julio Goes        | 7–6, 6–3           |
| 1982       | Dominique Bedel | Cássio Motta      | 6–2, 3–6, 7–6      |
| 1983- 1984 | Non disputato   | Non disputato     | Non disputato      |
| 1985       | Mikael Pernfors | Karel Nováček     | 6–2, 6–3           |
| 1986       | Carlos Di Laura | Blaine Willenborg | 1–6, 7–6, 6–3      |

### Doppio
| Anno       | Campioni                      | Finalisti                   | Punteggio     |
| ---------- | ----------------------------- | --------------------------- | ------------- |
| 1979       | Marcos Hocevar João Soares    | Lito Álvarez Álvaro Fillol  | 6–1, 6–0      |
| 1980       | Jorge Andrew Markus Günthardt | Paulo Cleto Carlos Kirmayr  | 6–3, 6–1      |
| 1981       | Doppio non disputato          |                             |               |
| 1982       | Givaldo Barbosa Ricardo Ycaza | Rocky Royer Magnus Tideman  | 6–3, 6–4      |
| 1983- 1984 | Non disputato                 | Non disputato               | Non disputato |
| 1985       | Tom Nijssen Johan Vekemans    | Claudio Mezzadri Ivo Werner | 6–4, 2–6, 7–6 |
| 1986       | Gustavo Luza Gustavo Tiberti  | Julio Goes Ney Keller       | 6–3, 6–3      |